# Князева-Миненко, Анна Викторовна
Анна Викторовна Князева-Миненко (англ. Hanna Knyazyeva-Minenko, ивр. חנה קנייזבה מיננקו‎; род. 25 сентября 1989, Переяслав-Хмельницкий, Киевская область) — украинская и израильская легкоатлетка, специализирующаяся в прыжках в длину и в тройном прыжке. Рекордсменка Израиля в прыжках в длину и в тройном прыжке.

## Биография

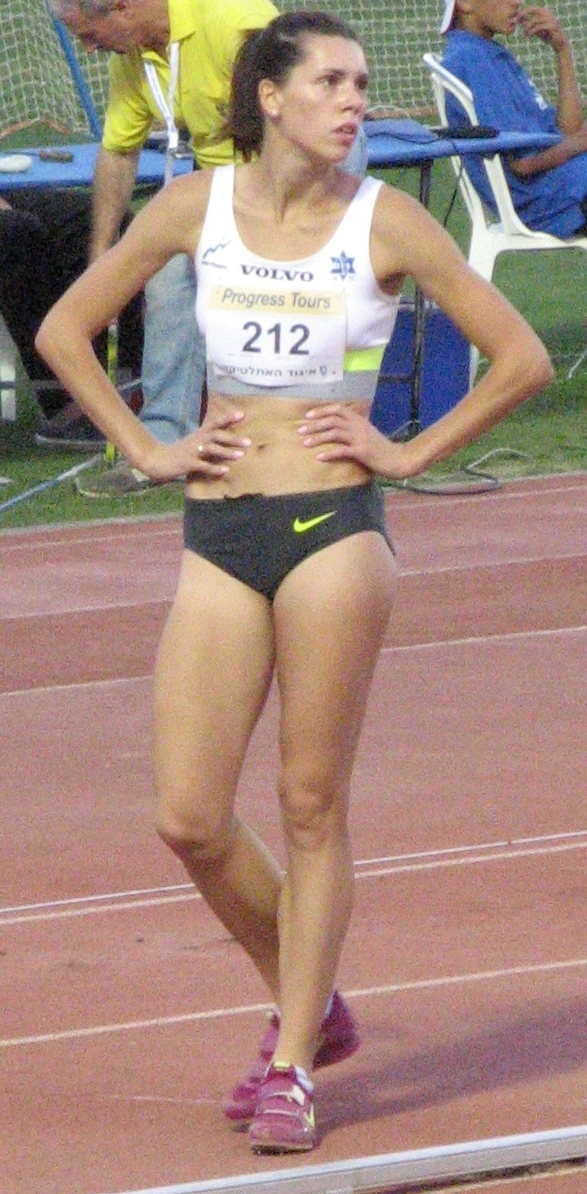
2015 год

В 2012 году заняла четвертое место на Олимпиаде в Лондоне с результатом 14,56 м.
Вышла замуж за израильского десятиборца Анатолия Миненко, после чего изменила фамилию на Князева-Миненко, получила израильское гражданство и переехала в его родной город Тель-Авив. С 2013 года представляет легкоатлетическую сборную государства Израиль.
В июле 2013 года завоевала серебряную медаль на легкоатлетической «Бриллиантовой лиге» в Париже.
В июле 2014 года завоевала бронзовую медаль на легкоатлетическом турнире Sainsbury’s Anniversary Games, этап «Бриллиантовой лиги» в Лондоне.
В марте 2015 года завоевала бронзовую медаль в тройном прыжке на чемпионате Европы по лёгкой атлетике в Праге.
В июне 2015 года на I Европейских играх в Баку установила рекорд Европейских игр в тройном прыжке — 14,41 м.
24 августа 2015 года на чемпионате мира по лёгкой атлетике в Пекине завоевала серебряную медаль установив свой личный рекорд и рекорд Израиля в тройном прыжке — 14,78 м.
10 июля 2016 года заняла второе место в тройном прыжке на чемпионате Европы по лёгкой атлетике в Амстердаме (14,51 м).
14 августа 2016 года на Олимпийских играх в Рио-де-Жанейро заняла 5-е место в тройном прыжке с результатом 14,68 м. От третьего места Анну отделили 6 см.
На Олимпийских играх 2020 года в Токио заняла шестое место в тройном прыжке с результатом 14,60 м. Таким образом, Князева-Миненко занимала четвёртое, пятое и шестое места в тройном прыжке на Олимпийских играх. Там же в Токио была знаменосцем сборной Израиля на церемонии открытия Игр (вместе с пловцом Яковом Тумаркиным).
На чемпионате Европы 2022 года в Мюнхене стала бронзовым призёром с результатом 14,45 м.